# Fossé de la Bénoué

Rift d'Afrique centrale dont fait partie le fossé de la Bénoué au Nigeria.
CASZ = Central African Shear Zone.

Le fossé de la Bénoué, appelé aussi trouée de la Bénoué, est une formation géologique de grande taille, sous-tendant une notable partie du Nigeria et s'étendant sur 1 000 km depuis le golfe du Bénin jusqu'au lac Tchad. C'est un rift avorté faisant partie du système plus global du rift d'Afrique centrale.

## Emplacement

Carte schématique du fossé de la Bénoué.

La limite sud du fossé se situe à la frontière nord du delta du Niger, où il plonge vers le bas et est recouvert de sédiments de l'ère tertiaire et plus récents. Il s’étend vers le nord jusqu'au bassin du Tchad ; il fait environ 150 km de large. Il est arbitrairement divisé en trois régions, basse, médiane et haute, cette dernière étant elle-même divisée en deux branches, celle de Gongola et celle de Yola. Le bassin d'Anambra, à l'ouest de la région basse, est plus récent que le reste du fossé, mais il est néanmoins considéré comme en faisant partie.

## Fracturation et sédimentation
Le fossé de la Bénoué s'est formé par une fracture du sous-sol du centre de l'Afrique de l'Est, commencée au début du Crétacé (145 à 66 Ma). Au commencement, le fossé accumule les sédiments déposés par les rivières et les lacs. Entre le début et le milieu du crétacé, il est recouvert par la mer. Le plancher marin accumule lui aussi les sédiments, particulièrement dans la partie sud, le rift d'Abakiliki, dans des conditions anaérobies. Au crétacé supérieur (100,5 à 66 Ma), le fossé de la Bénoué forme la liaison principale entre le golfe de Guinée et l'océan Thétys via le bassin du Tchad et le bassin des Iullemmeden (en). Aujourd'hui il contient environ 5 000 m de sédiments du crétacé et de roches volcaniques.
L'explication la plus commune concernant sa formation est qu'il s’agit d'un « aulacogène », un rift avorté d'un système de fracturation en trois points. Les deux autres plaques ont continué à s'écarter durant la séparation du Gondwana, lorsque l'Amérique du Sud s'est séparée de l'Afrique. Les deux continents semblent avoir commencé à se diviser dans leurs zones sud respectives, avec un fossé s'étendant des lignes côtières actuelles à la Bénoué puis, plus tard, s'écartant le long de ce qui est aujourd'hui la côte sud de l'Afrique de l'Ouest et de la côte nord-est de Amérique du Sud. Lorsque la séparation fut complète, la partie sud de l'Afrique bascula légèrement, compressant et pliant les sédiments du fossé de la Bénoué. Durant le santonien, il y a environ 84 millions d'années, le bassin subit une intense compression ce qui conduisit à la formation de centaines d'anticlinaux et de synclinaux. Les dépôts du fossé de la Bénoué furent déplacés vers l'ouest, causant l'affaissement du bassin d'Anambra.

## La théorie du panache

Le fossé de la Bénoué et les zones de fractures atlantiques correspondantes.

En rouge, les volcans de la ligne du Cameroun, de part et d'autre du fossé de la Bénoué.

Une version plus élaborée du modèle fait intervenir un panache (remontée de roches chaudes vers la surface), où la chaleur anormalement élevée fait fondre le manteau supérieur, amincissant et étirant la croûte terrestre jusqu'à la fracture de la zone affaiblie. Cela a pu se produire plusieurs fois, le fossé de la Bénoué se déformant entre chaque épisode de fracturation. Le même phénomène de panache est peut-être responsable de la ligne de volcans du Cameroun, le long de la zone de cisaillement d'Afrique centrale, ainsi que de la formation de l'île volcanique de Sainte-Hélène, dans l'océan Atlantique.
Trois périodes d'activité magmatique ont été identifiées, de 147 à 106 Ma, de 97 à 81 Ma et de 68 à 49 Ma. La première s'est manifestée au nord du fossé et elle est contemporaine de l'activité magmatique au Brésil ; cela indique qu'elle s'est probablement produite pendant la période d'expansion crustale avant que l'Atlantique ne commence à s'ouvrir. La deuxième concerne uniquement le sud du fossé et s'est déroulée sans doute à une période où l'extension de l'Atlantique s’était ralentie ; elle se termine par une période de compression. La troisième et dernière est également localisée au sud de la zone et peut être considérée comme une réponse isostatique à un amincissement préalable de la croûte terrestre.
L'effet de panache était probablement limité dans ses effets, la plupart des bassins contenus dans le fossé ayant été créés par une combinaison d'effets d'extension et de ceux liés à des failles décrochantes. Le prolongement de ces failles dans l'océan, avec la zone de faille de Chain et celle de Charcot, trouve sa contrepartie dans le nord-est du Brésil.

## Importance économique
Le Nigeria est riche en charbon, provenant de la matière organique terrestre, dont la majeure partie se trouve dans le fossé de la Bénoué. Il est exploité notamment dans l'État d'Enugu. Les dépôts d'Enugu se sont formés dans les marais saumâtres du Campanien tardif et du début du Maastrichtien, il y a environ 70 Ma. À cette époque, le bassin d'Anambra s’est ensablé, présentant une épaisse végétation de marais de basse altitude avec un delta se remplissant de dépôts apportés par les rivières intérieures. Plus tard, la végétation s’est trouvée enfouie sous du sable grossier.
Le charbon est un marqueur de l'existence potentielle de sources de pétrole et de gaz naturel. Un puits profond a été foré en 2003 dans le bassin de Gongola, sans permettre de découvrir du pétrole ; une étroite veine de charbon a été en revanche découverte à une profondeur comprise entre 1 435 et 1 453 m.